# Église luthérienne malgache
L'Église luthérienne malgache, en malgache Fiangonana Loterana Malagasy (FLM), est née de la fusion en 1950 des sociétés missionnaires luthériennes dans l'île de Madagascar.

## Historique

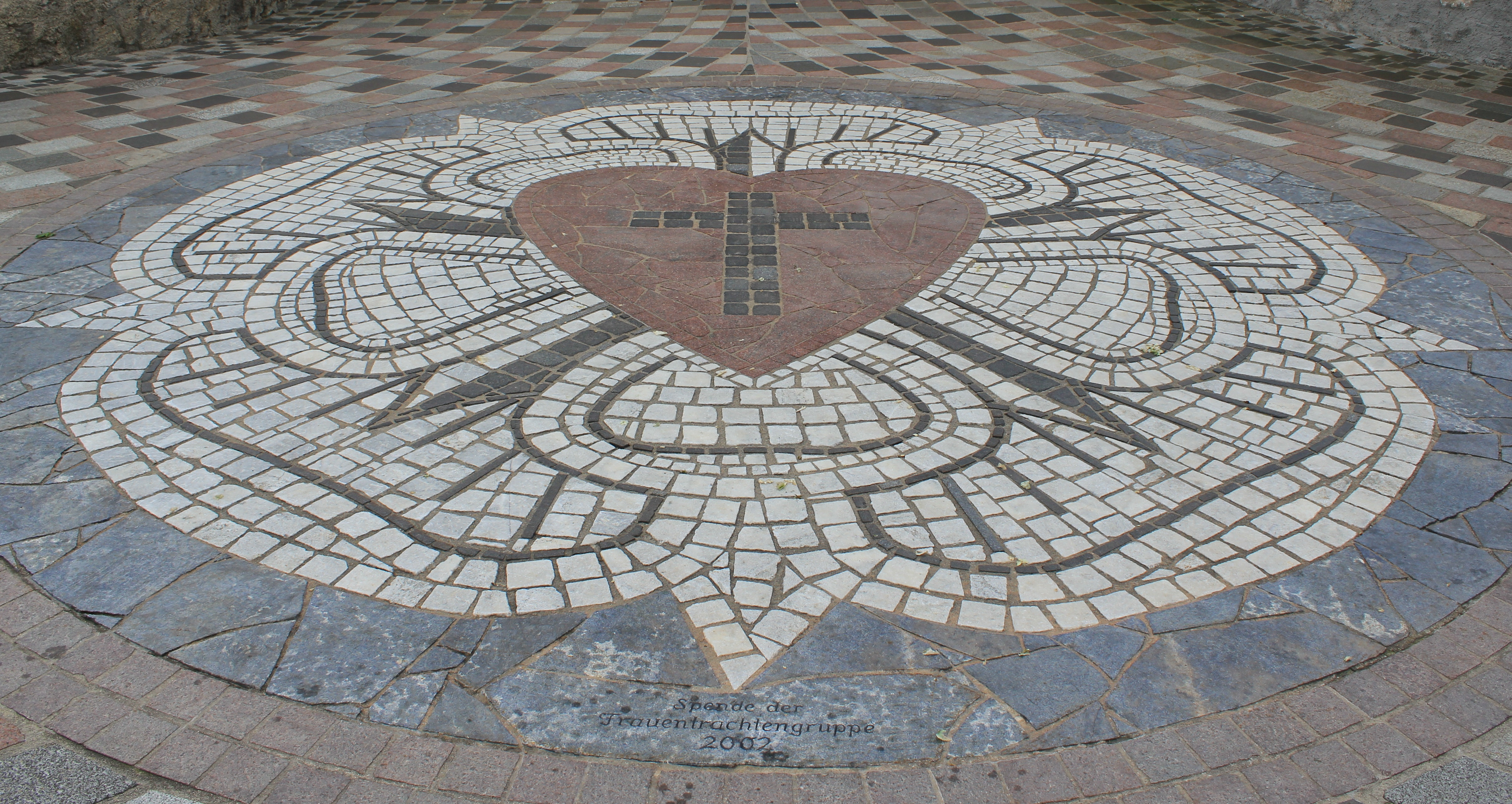
Rose de Luther

Le luthéranisme a été introduit à Madagascar par les missionnaires norvégiens (NMS ou Norsk Misjonsselskap) et américains (ULCA ou United Lutheran Church of America et LBM ou Lutheran Board of Mission) vers la seconde moitié du XIXe siècle(1867). La première église luthérienne fût construite en cette année par le Pasteur John ENGH et Nils NIELSEN à Betafo.
Ces deux jeunes missionnaires furent envoyés après un voyage d'enquête entrepris depuis l'Afrique du Sud par l'évêque Hans Schreuder. Ils sont arrivés à Antananarivo le 27 septembre 1866 puis suivis par de nombreux autres. On peut ainsi mentionner quelques-uns tels que Torkild Guttormsen Rosaas, Lars Dalhe, Nielsen Lund, Lars Vig, Arne Valen, L. J. Rostvig, Hans Wilhelmsen ou encore O. J. R. Thesen.
Les missionnaires des églises luthériennes d'Amérique arrivèrent peu de temps après et fondirent des stations notamment dans le Sud-Ouest de Madagascar. À la suite de leur demande, cette région leur était attribuée par le NMS en 1891. Les premiers missionnaires Américains arrivés à Madagascar en 1888 fûrent le Révérand John Hogstad et sa femme Oline Hogstad. Parmi les plus anciens missionnaires américains, on peut citer Martha Trygstad, Johan P. Hogstad, Peter C. Halvorson, Martha Stolee,Wilhelm Trygstad, Sr. Caroline Thompson, Habstad et Tou.

Les premièrs pasteurs et évangélistes luthériens malgaches furent formés par les missionnaires norvégiens à Ambatovinaky (1871 à 1885) avant d'être transférés à Masinandraina -près d'Antsirabe- (1890 à 1893)  puis à Fianarantsoa. À Masinandraina l'école des pasteurs et évangélistes fut connue sous l'appellation de "Efapolo lahy" ou "Quarante hommes" du fait qu'ils étaient 40 au départ. Par ailleurs, des instituteurs avaient été également formés à Masinandraina depuis janvier 1878 après qu'une École normale y fut créée par Lars Vig. 

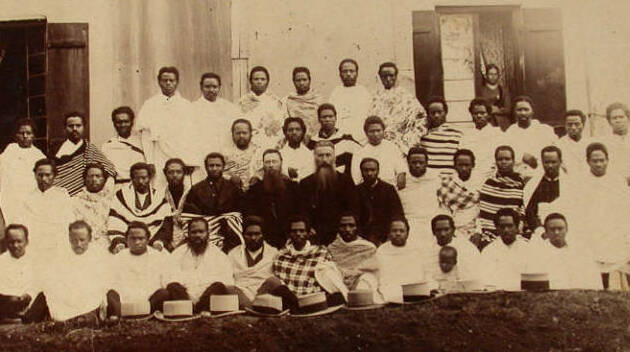
Élèves pasteurs à Masinandraina en 1893 (archive de la NMS)

Les différents missionnaires ont par la suite fondé plusieurs sociétés avec les fidèles luthériens malgaches. Les trois principaux sociétés missionnaires fusionnèrent en novembre 1950 sous le nom d'« Église luthérienne malgache » (FLM) et le premier pasteur malgache élu à la tête de cette église en septembre 1961 lors du Synode général de Tuléar fut le pasteur Rakoto Andrianarijaona.
Parmi les plus anciennes églises luthériennes de l'île, citons :
- Betafo (1867)
- Masinandraina et Antsirabe (1869)
- Loharano, Soavina Ambohimasina et Manandona (1870)
- Antananarivo Ambatovinaky et Fisakana (1871)
- Ilaka, Ambatofinandrahana et Fihasinana (1875)
- Soatanana Fianarantsoa (1876)

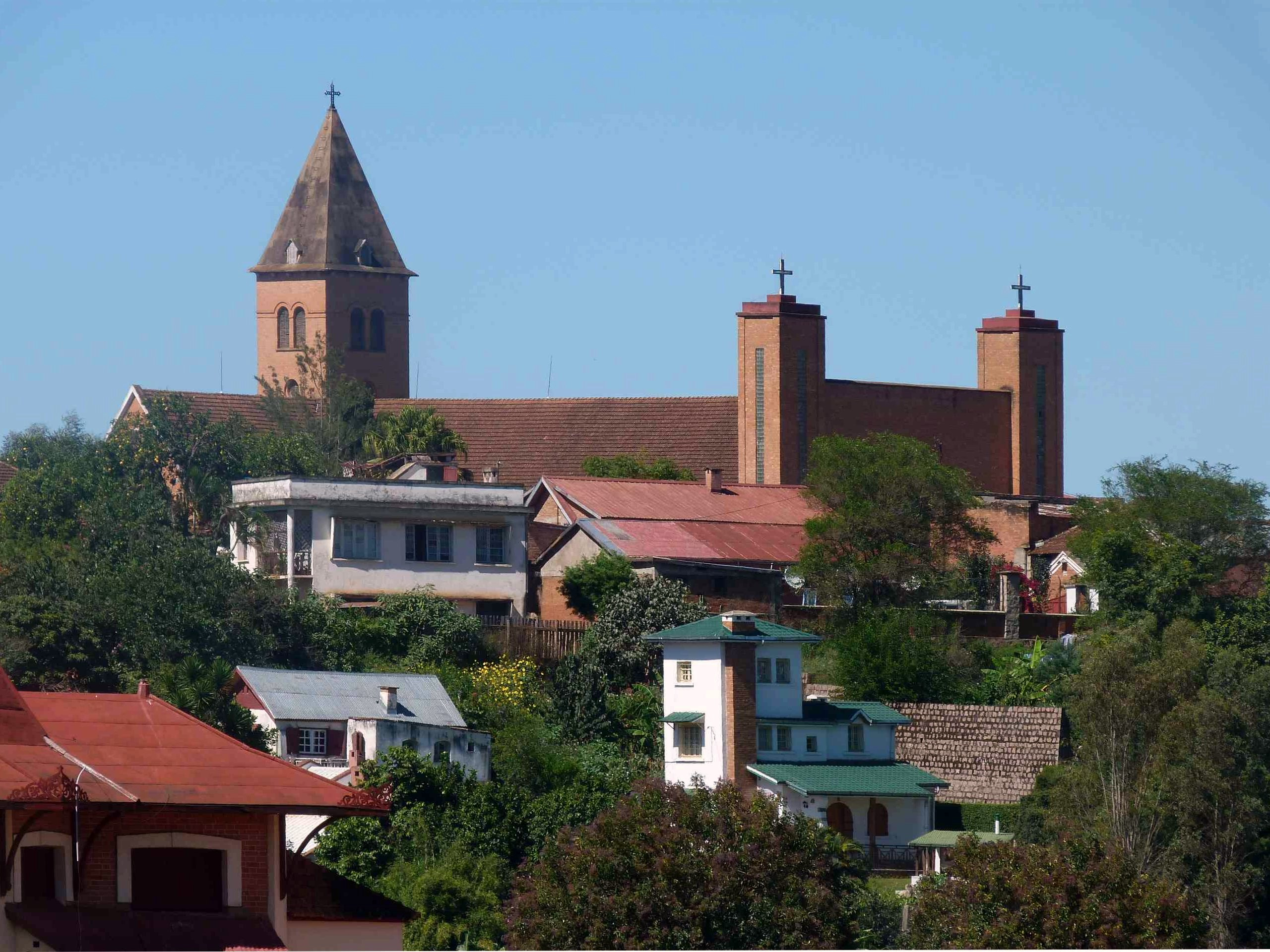
Masombahoaka Fianarantsoa (1878)  - Église luthérienne ANTSIRABE-ANTAMPOTANANA fondée en 1869
En 2018, la FLM compte plus de 4 000 000 de fidèles dans le pays et dans d'autres régions du monde. Elle regroupe actuellement 26 synodes dont le Synode FLM en Europe et plus de 6 000 églises réparties au niveau national et à l'étranger.

Par ailleurs, l'année 2018 est aussi l'année de la célébration conjointe de la cinq-centenaire de la réforme protestante menée par Martin Luther et de la cent-cinquantième anniversaire de la FLM.

Sur le plan œcuménique au niveau national, la FLM est membre actif du Conseil des Églises Chrétiennes de Madagascar (FFKM). Elle y est représenté par son président. Par ailleurs, la FLM est aussi membre du Conseil des Églises protestantes de Madagascar (FFPM) fondé en 1958 par la Conférence inter-missionnaire réunie à Antsirabe, avec l'Église de Jésus-Christ à Madagascar, réformée. Au niveau mondial, la FLM est membre de la Fédération luthérienne mondiale ayant son siège à Genève.

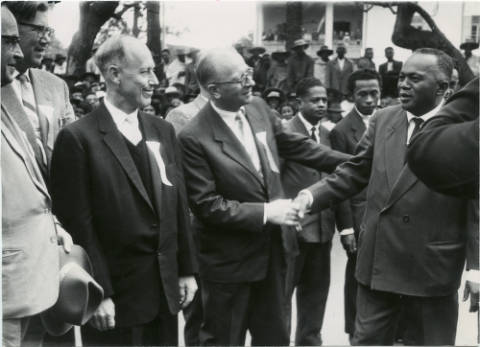
Deuxième conférence des Églises luthériennes d'Afrique à Madagascar (archive Danmission)

Actuellement, en coopération avec d'autres sociétés missionnaires luthériennes notamment le NMS, la FLM est présente par l'intermédiaire de ses missionnaires dans d'autres pays du monde tels que les îles Comores, le Cameroun ou encore, en Asie, la  

Thaïlande et la Papouasie Nouvelle Guinée. Ces missionnaires sont constitués essentiellement de personnel médical (docteurs, dentistes), d'évangélistes et de pasteurs. 

## Synode FLM-Europe
- Consistoire de Strasbourg: Londres, Lyon, Grenoble, Pouru-Saint-Rémy, Saint-Denis et Saint-Paul, Montréal, Québec et Trois-rivières, Allemagne.
- Consistoire de Marseille : Mazargue, Marseille, Montpellier, Toulouse, Nice, Genève
- Consistoire de l'Île-de-France : Val-de-Marne, La Rochelle, Nantes et Malakoff
- Consistoire de Paris : Paris, Orléans, Limoges, Bruxelles, Châteauroux, Bordeau.

## Les structures rattachées à la FLM
- SALOMA : Sekoly Alahady Loterana Malagasy (École du Dimanche)
- KTLM: Kristiana Tanora Loterana Malagasy (Association des chœurs luthériens)
- VLM : Vokovokomanga Loterana Malagasy (Croix-bleu FLM)
- FSFLM : Fikambanana Skoto eto amin'ny FLM (scout FLM)
- FBL : Fikambanam-behivavy Loterana (association des femmes Luthériennes)
- FDL : Fikambanan-dehilahy Loterana (association des Hommes Luthériens)
- FIFIL: Firaisan'ny Fifohazana Loterana (Association des mouvements de réveil luthériens malgache)
- SALFA: Sampan'Asa Loterana momban'ny FAhasalamana (Branche luthérienne pour les œuvres médicales)
- AKAMA: AKAny fanabeazana ny Marenina (Centre éducatif et de formation professionnelle pour les sourds et mal-entendants)
- FOFAJA: Foibe Fanabeazana ny Jamba (Centre éducatif et de formation professionnelle pour les aveugles et mal-voyants)
- FAFAFI: Fampandrosoana ny Fambolena sy ny Fiompiana (Branche luthérienne pour le développement de l'agriculture et de l'élevage)
- ILOFAV: Ivontoerana Loterana ho Fampivoarana ny Vehivavy (Centre luthérien pour l'assistance et la promotion des femmes)
- STPL: Seminera Teolojikam-paritany Loterana (Séminaire Théologique Régional Luthérien)
- SALT: Sekoly Ambony Loterana momban'ny Teolojia (Faculté de Théologie Luthérienne)
- FANILO: Fampandrosoana Anivon'ny Loterana (Développement luthérien)

## La présidence de la FLM
La présidence de l’Église Luthérienne Malagasy est assurée par un pasteur élu pour un mandat de quatre ans par le Comité National de l’Église Luthérienne Malagasy ou KSL (Komitin'ny Synoda Lehibe). Ce Comité réunissant près de 500 membres représente tous les Synodes luthériens de l'île et celui d'Europe.
Depuis l'élection du Pasteur Rakoto Andrianarijaona à la présidence du FLM en 1950, six Pasteurs ont été à sa tête, à savoir:
1. Andrianarijaona Rakoto
2. Razafimanantsoa Ranaivojaona
3. Benjamin Rabenorolahy
4. Endor Modeste Rakoto
5. Davida Rakotonirina
6. Denis Rakotozafy

## Les contributions socio-économiques de la FLM
Dès leur arrivée sur l'île, les différentes sociétés missionnaires luthériennes créèrent de nombreux écoles et hôpitaux pour promouvoir et accompagner l'évangélisation de la société malagasy.
Actuellement, la FLM dispose encore de nombreuses institutions scolaires et médicales à travers toute l'île dont plus de 300 écoles, 44 hôpitaux et dispensaires rattachés au SALFA, 6 écoles spécialisées pour les personnes mal-entendantes et mal-voyantes et plusieurs instituts spécialisés dans l'Agriculture et l'élevage pour le développement rural.